# Computer and Video Games
Computer and Video Games (afgekort tot CVG) was een Brits tijdschrift over computerspellen. Het blad was het langst bestaande mediamerk over games.

## Geschiedenis
Computer and Video Games werd opgericht in november 1981 en was het eerste Britse tijdschrift geheel gericht op computerspellen. Het blad verscheen maandelijks tot oktober 2004, waarna het in digitale vorm op het internet verder ging.
CVG schreef in de begindagen vooral over de opkomende markt voor homecomputers begin jaren 1980, maar het behandelde ook arcadespellen, gaf tips, en hoe men kon programmeren.
In augustus 1999 ging de website van CVG online. Het bracht nieuwsberichten, maar ook een mix van spelrecensies, previews en interviews met personen uit de industrie.
In 2007 werd CVG een netwerk van onderliggende tijdschriften, waaronder PC Gamer, PC Zone, Xbox World 360, PlayStation World, PSM3 en NGamer. Het breidde het aanbod uit met de websites Xbox 360 Magazine, Edge en NextGeneration. Er waren in datzelfde jaar 1,56 miljoen bezoekers met 11,4 miljoen paginaweergaven.
Uitgever Future Publishing maakte begin 2014 bekend de website van CVG te willen sluiten vanwege financiële moeilijkheden. Er volgde eerst een reorganisatie, maar uiteindelijk sloot men in december van dat jaar de deuren bij CVG.

## Golden Joystick Awards
CVG presenteerde elk jaar de Golden Joystick Awards, de langst bestaande ceremonie ter wereld over games, die breed werd erkend. De ceremonie startte in 1982 in het tijdschrift maar ging verder op het internet in 1999.
In 2007 werd het 25-jarig bestaan gevierd van de Golden Joystick Awards. In dat jaar werd er 750.000 keer gestemd, en won het spel Gears of War maar liefst vier gouden joysticks.